# Torymus indicus
Torymus indicus är en stekelart som först beskrevs av S. Ahmad 1946.  Torymus indicus ingår i släktet Torymus och familjen gallglanssteklar. Inga underarter finns listade i Catalogue of Life.